# Yem Sambaur

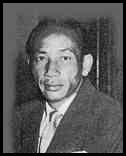
Yem Sambaur

Yem Sambaur (Khmer: យ៉ែម សំបូរ) (Battambang, 2 februari 1913 - Parijs, december 1989) was een Cambodjaans politicus. Hij was van 12 februari 1949 tot 20 september 1949 en van 29 september 1949 tot 28 april 1950 premier van Cambodja.

## Biografie
Yem Sambaur, zoon van een advocaat en in 1935 afgestudeerd met baccalaureaat, was lid van de Democratische Partij, een van de politieke partijen die na de Tweede Wereldoorlog werden gevormd. De Democratische Partij gold als links en nationalistisch. Sambaur behoorde binnen de Democratische Partij echter tot de rechtervleugel die goede contacten met het hof nastreefde. Bij de verkiezingen van 1947 werd Sambaur in de Nationale Vergadering gekozen. Hij bracht als parlementariër een schandaal aan het licht binnen de regering van Penn Nouth waarna de premier zijn ontslag indiende (1949). Sambaur, inmiddels vervreemd geraakt van zijn eigen partij, volgde op 12 februari 1949 Penn Nouth op als minister-president. Sambaur was voorstander van het openen van een casino in Phnom Penh (waarschijnlijk ter vermaak van de Fransen; Cambodja was een Frans protectoraat), maar dit stuitte op fel verzet binnen het parlement en onder de bevolking. Toen Sambaur tot de conclusie kwam dat hij niet kon beschikken over een parlementaire meerderheid, kwam zijn regering op 20 september 1949 ten val. Koning Norodom Sihanouk ontbond echter het parlement en benoemde eigenhandig opnieuw Sambaur tot premier. De feitelijke macht lag echter bij de koning die een soort noodtoestand afkondigde en tot aan de verkiezingen van 1951 was er geen parlement. Sihanouk volgde op 28 april 1950 Sambaur op als premier.
In 1950 werd Sambaur in verband gebracht met de moord op de leider van de Democraten en voorzitter van de Nationale Vergadering, Ieu Koeus. Hij nam zonder succes deel aan de verkiezingen van 1951 als voorman van de door hem opgerichte Partij voor Nationaal Herstel. Hij bekleedde nadien verscheidene ministersposten: Economie (1955), Landbouw (1962), Justitie (1967-1970). In 1962 werd hij voor Sangkum in de Nationale Vergadering gekozen en in 1966 herkozen. 
Yem Sambaur diende in 1970 als tweede vicepremier in het kabinet van Lon Nol en speelde zijdelings een rol in de staatsgreep die in maart 1970 een einde maakte aan het bewind van Norodom Sihanouk.p. 724 Na de staatsgreep was hij minister van Buitenlandse Zaken (1970-1972)pp. 742-743 en van Justitie (1970-1972). Vervolgens was hij consul de Haïti. Na de val van het regime van Lon Nol in 1975 vestigde hij zich in Parijs, Frankrijk, waar hij in december 1989 overleed.